# Starý židovský hřbitov v Ostravě
Starý židovský hřbitov v Ostravě se nacházel na území dnešního sadu Milady Horákové v Moravské Ostravě, asi 2 km jihozápadně od centra města. Původně se ostravští židé pohřbívali v Těšíně, avšak v době epidemie cholery, kdy bylo zakázáno převážet mrtvé, došlo k založení tohoto pohřebiště. Jeho rozloha před zrušením činila 23 537 m². Nalézalo se zde zhruba 3 500 až 4 000 náhrobků a 6 000 pohřbených. V roce 1965 se zde přestalo pohřbívat a v letech 1984–1988 byl hřbitov zrušen. Asi 50 náhrobků bylo přeneseno na nový hřbitov. Součástí pohřebiště byla obřadní síň z roku 1913 vystavěná dle návrhu Richarda Strassmanna, k jejíž demolici došlo v roce 1988. V roce 1994 zde byl odhalen památník k 55. výročí historicky prvního transportu evropských Židů z Ostravy do Niska, jehož autory jsou sochař Karel Hořínek a architekt Vít Plesník.